# Кавенчин (Турецький повіт)
Кавенчин (пол. Kawęczyn) — село в Польщі, у гміні Кавенчин Турецького повіту Великопольського воєводства.
Населення — 513 осіб (2011).
У 1975-1998 роках село належало до Конінського воєводства.

## Демографія
Демографічна структура станом на 31 березня 2011 року:
|          | Загалом | Допрацездатний вік | Працездатний вік | Постпрацездатний вік |
| -------- | ------- | ------------------ | ---------------- | -------------------- |
| Чоловіки | 263     | 56                 | 181              | 26                   |
| Жінки    | 250     | 48                 | 153              | 49                   |
| Разом    | 513     | 104                | 334              | 75                   |